# Drone metal
Drone metal (cũng được gọi là drone doom và power ambient) là một thể loại âm nhạc kết hợp các yếu tố của doom metal và nhạc drone. Drone metal được cho là có liên quan đến post-metal hoặc experimental metal. Một số ban nhạc đáng chú ý là Earth, Sunn O))), Khanate và Boris.

## Đặc điểm
Thông thường, tiếng guitar điện được thêm vào một lượng lớn hồi âm. Các nhạc khúc thường rất dài và thường thiếu đi nhịp (rhythm) hay beat theo nghĩa thông thường. Tiểu thuyết gia John Wray, trong tờ The New York Times, cho rằng một buổi diễn drone metal cũng giống như "nghe một bản raga Ấn Độ giữa một trận động đất".

## Ảnh hưởng
Drone metal chịu ảnh hưởng từ nhiều nguồn khác nhau, gồm những nghệ sĩ rock/metal (Black Sabbath, Sleep, và Swans), tông guitar nặng hồi âm của Neil Young và Thurston Moore, những nhà soạn nhạc tối giản như Phill Niblock, Charlemagne Palestine, La Monte Young, và Tony Conrad, và những nhà soạn nhạc cho guitar gồm Rhys Chatham và Glenn Branca.